# مونيكا ويلسون
مونيكا ويلسون (بالإنجليزية: Monica Wilson)‏ هي عالمة الإنسان جنوب أفريقية، ولدت في 3 يناير 1908 في Lovedale (South Africa) ‏، وتوفيت في 26 أكتوبر 1982 في Hogsback, South Africa ‏ في جنوب أفريقيا.

## معرض صور

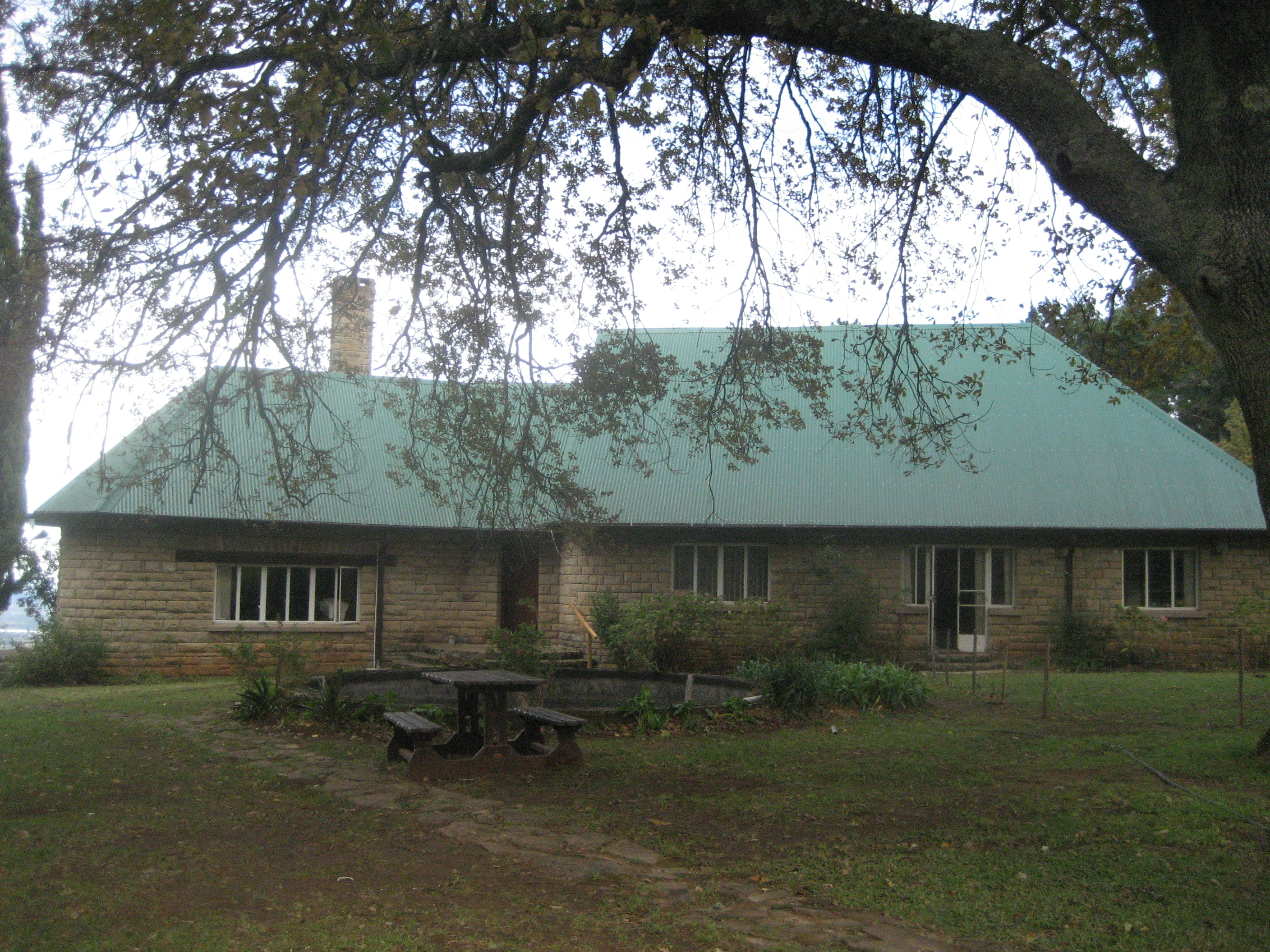
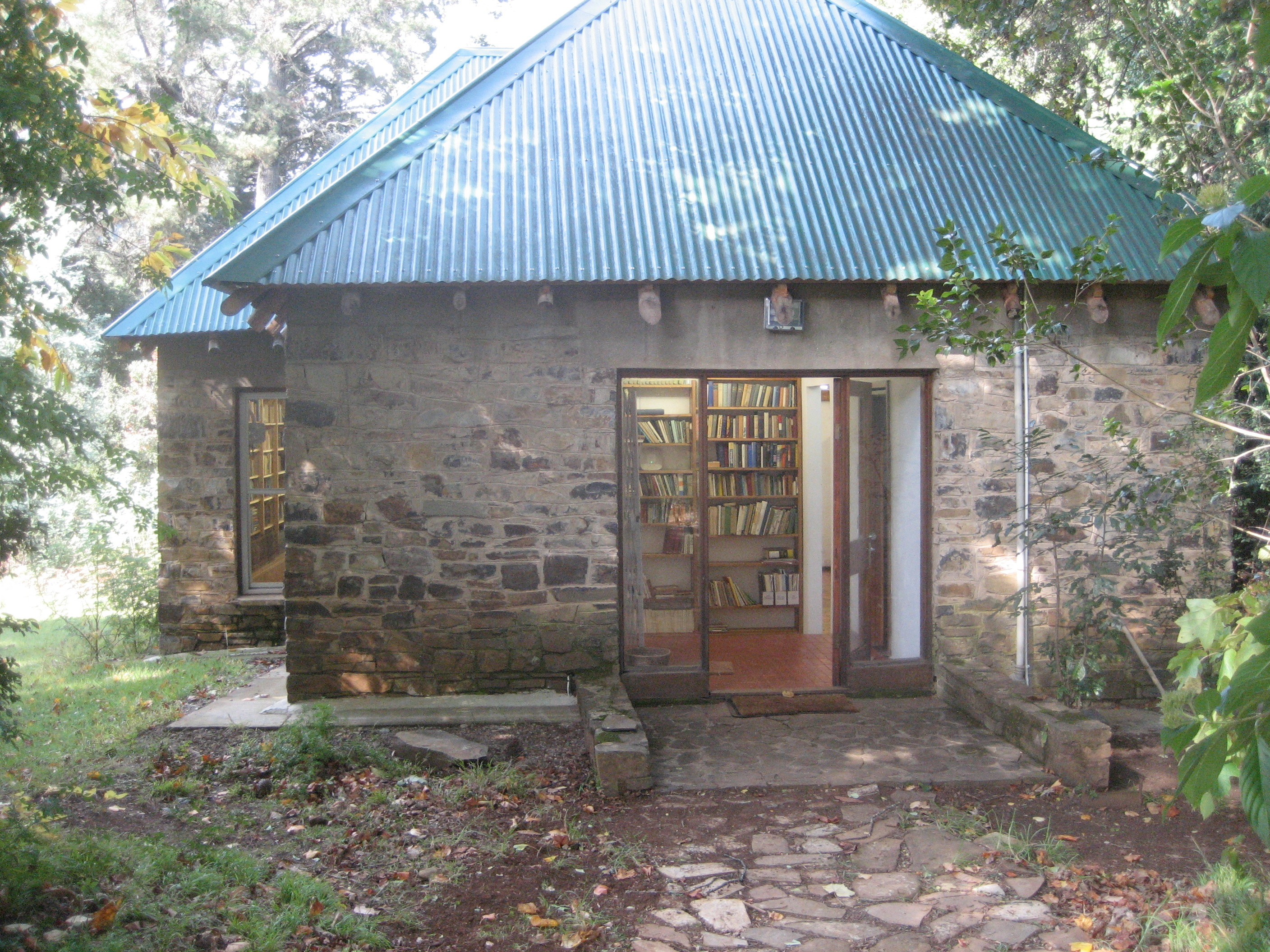
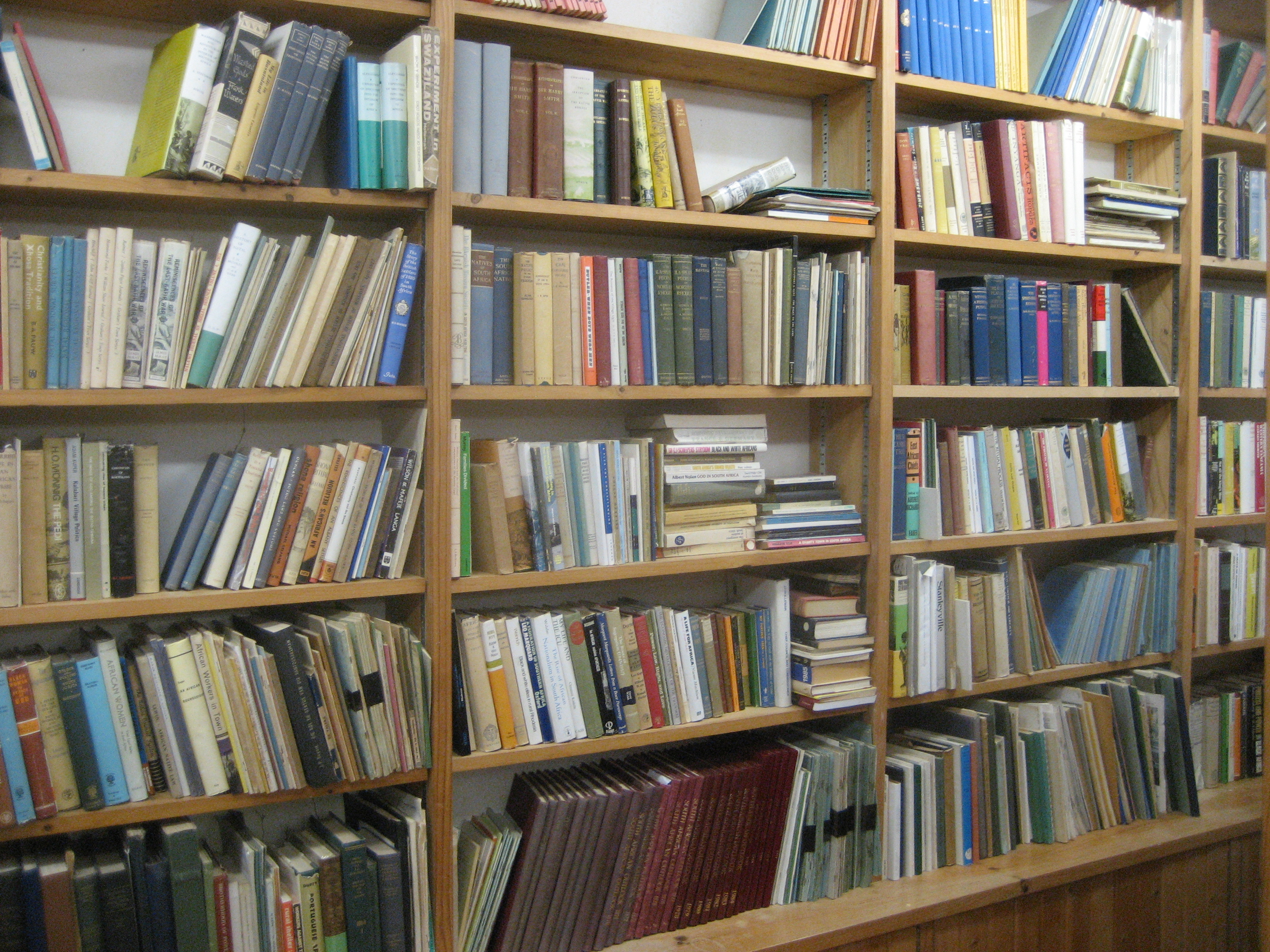
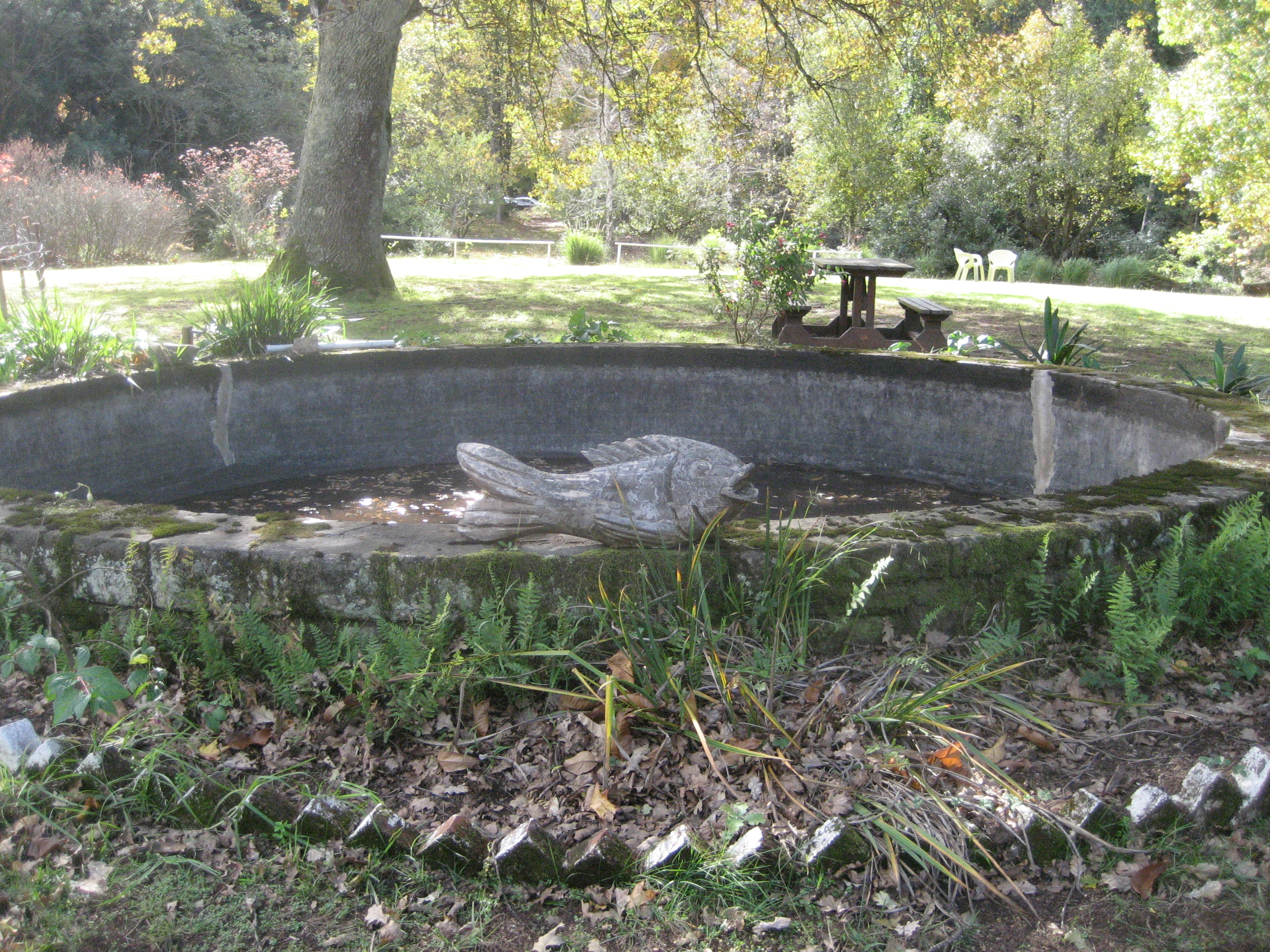